# Gottfried II. (Anjou)
Gottfried II. (franz.: Geoffroy, eng.: Geoffrey; * 14. Oktober 1006 oder 1007; † 14. November 1060), genannt Martel oder der Hammer, war von 1040 bis zu seinem Tod ein Graf von Anjou und von 1032 bis 1056 Graf von Vendôme. Er entstammte dem ersten Haus von Anjou und war der einzige Sohn des Grafen Fulko III. Nerra und dessen zweiter Ehefrau Hildegard († 1046).
Die erste Erwähnung Gottfrieds stammt aus den Gesta Normannorum Ducum: „Gottfried, Graf der Angeviner, genannt Martel, ein heimtückischer Mann in jeder Beziehung, der seinen Nachbarn oft Übergriffe und unerträglichen Druck zufügte.“
Ebenso wie sein Vater war Gottfried von kriegerischer Natur und war zeit seines Lebens mit all seinen Nachbarn, darunter besonders Graf Theobald III. von Blois und Herzog Wilhelm II. von der Normandie, in militärische Konflikte verwickelt.

## Leben

### Erste Jahre und Kampf gegen Blois
Bereits als Zehnjähriger nahm Gottfried im Gefolge des Grafen Herbert I. Wachhund von Maine in der siegreichen Schlacht bei Pontlevoy gegen das Haus Blois teil. Sein Vater Fulko III. Nerra beteiligte Gottfried noch zu eigenen Lebzeiten an der Herrschaft über das Gebiet der Grafen von Anjou, wobei es jedoch mehrmals zu Reibereien zwischen den beiden kam, weshalb sich Gottfried genötigt sah, außerhalb des Anjou ein politisches Betätigungsfeld zu suchen. 1032 nutzte Gottfried den Thronstreit des Königs Heinrich I. gegen dessen Mutter und die jüngeren Brüder aus, um sich der Grafschaft Vendôme zu bemächtigen, dessen schwachen Grafen Fulko das Gänschen er von dort vertrieb. Zur Absicherung seiner Herrschaft in Vendôme gründete Gottfried die Abtei Sainte-Trinité. Danach benutzte er das Zerwürfnis seiner Ehefrau Agnes von Burgund mit deren Stiefsohn Herzog Wilhelm VI. von Aquitanien, um seine Macht in Aquitanien zu erweitern. Er schlug Wilhelm im Herbst 1033 in einer Schlacht bei Montcontour und nahm diesen gefangen. Bis 1036 in seiner Gefangenschaft nötigte Gottfried ihn dazu, ihm die Saintonge zu übertragen, wo er ebenfalls durch eine Klostergründung in Saintes (Abbaye aux Dames) seine Herrschaft festigte. Von nun an sollte Gottfried den dominierenden Einfluss in Aquitanien ausüben.
Nach dem Tod seines Vaters im Juni 1040 übernahm Gottfried nun auch das Stammland seiner Familie und geriet sofort mit deren Erzrivalen aus Blois aneinander. Graf Theobald III. von Blois unterstützte 1041 die Revolte des Prinzen Odo gegen seinen Bruder, König Heinrich I., für den wiederum Gottfried Partei ergriff. Der König entzog Theobald die Grafschaft Tours und übertrug diese Gottfried, der mit seinem Heer in Theobalds Territorium einfiel und die mehr als einjährige Belagerung von Tours aufnahm. Am 21. August 1044 siegte Gottfried in der entscheidenden Schlacht bei Nouy, wo er seinen Feind Theobald gefangen nehmen konnte; dieser musste drauf hin endgültig auf die Touraine zugunsten Gottfrieds verzichten.

### Reichspolitik
Das Verhältnis Gottfrieds zu seinem König sollte sich in den nächsten Jahren zunehmend verschlechtern. Dazu sollte die 1043 geschlossene Ehe seiner Stieftochter Agnes mit dem römischen König Heinrich III. beitragen, die vermutlich durch Gottfrieds Ehefrau vorangetrieben wurde. Diese Ehe sollte vorrangig die Position des Reiches in Burgund festigen, wo die Braut durch ihre Mutter einen großen familiären Anhang besaß. Aber möglicherweise sollte auch der französische Adel dem römischen König durch diese Ehe näher gebracht werden, da der französische König verdächtigt wurde, den rebellischen Herzog von Lothringen Gottfried III. dem Bärtigen zu unterstützen. 1046 reiste Gottfried zusammen mit seiner Frau in die sächsische Königspfalz Goslar an den Hof seines Stiefschwiegersohnes und begleitete diesen nach Italien, wo er an der Synode von Sutri und an der Krönung Heinrichs III. zum Kaiser in Rom teilnahm.
Weiterhin sah sich König Heinrich I. von Frankreich durch Gottfrieds Zugriff auf die Grafschaft Maine bedrängt. Dort hatte Gottfried 1048 seinen langjährigen Gegenspieler Gervais de Bellême, Bischof von Le Mans, gefangen gesetzt, weil dieser die Ehe des Grafen Hugo IV. von Maine mit einer Schwester Theobalds III. von Blois vermittelte. Dafür wurde Gottfried 1050 von einem in Reims abgehaltenen Konzil mit dem Kirchenbann belegt, der erst nach der Freilassung des Bischofs im Mai 1051 aufgehoben wurde. Der Bischof zog daraufhin in die Normandie, deren jungen Herzog Wilhelm II. er dazu bewegen konnte, in Maine einzugreifen.

### Kampf gegen König und Normannen
Um ein starkes Gegengewicht zu Gottfried aufzubauen, unterstützte der König nun den jungen Herzog der Normandie Wilhelm II. in dessen Kampf um die Herrschaft in seinem Herzogtum, während Gottfried ein engeres Bündnis mit Guillaume II. Talvas de Bellême suchte. 1049 griffen der König und der Herzog an, und während Wilhelm Territorien im Maine eroberte, marschierte der König mit seinem Heer bis kurz vor Angers, wo er die Burg Mouliherne eroberte. Im Gegenzug bemächtigte sich Gottfried nach dem Tod Hugos IV. von Maine 1051 der Stadt Le Mans und sicherte sich endgültig die Herrschaft über diese Grafschaft, indem er sich zum Vormund des jungen Grafen Herbert II. ernannte; dieser war allerdings nach Rouen zu Wilhelm geflohen. Danach schlug Gottfried seinen aufständischen Vasallen Guerin, dessen Burg Craon er an Robert von Nevers (genannt le Bourguignon) vergab; weiterhin übernahm Gottfried die Kontrolle über Alençon und Domfront, womit er in der Normandie Fuß fasste.
1052 sollte sich die Lage Gottfrieds schlagartig ändern, nachdem Herzog Wilhelm II., trotz Androhung des Kirchenbanns, eine Tochter des mächtigen Grafen Balduin V. von Flandern heiratete und sich somit von seinem königlichen Förderer emanzipierte. Bis spätestens August 1052 versöhnten sich König Heinrich I. und Gottfried, was in einem Dokument im Zusammenhang mit dem Aufstand Wilhelm von Talous gegen Wilhelm II. überliefert ist. Dieses Zusammengehen wurde zusätzlich durch die Trennung Gottfrieds von seiner Frau erleichtert, womit Gottfried auch der sich verschlechternden Beziehung Frankreichs zum Heiligen Römischen Reich Rechnung trug, seit sich König Heinrich 1051 mit Anna von Kiew verheiratet hatte und somit einem kaiserfeindlichen Lager beigetreten war.

### Kampf um Maine
Herzog Wilhelm II. von der Normandie wandte sich nun gegen Domfront, das der Rückeroberung den Winter 1052 über widerstand. Zu diesem Zeitpunkt zog sich Wilhelm von Talou von der Belagerung zurück und begann seinen Aufstand. Herzog Wilhelms schnelle Eroberung von Alençon und danach Domfront vertrieb Gottfried aus der Normandie zurück nach Maine. Dennoch blieb Gottfried die wichtigste Stütze des Königs, besonders nachdem sein Erzrivale Theobald III. von Blois 1054 dem Kaiser gehuldigt hatte. Ende Januar, Anfang Februar 1054 griffen Gottfried und Heinrich die Normandie an und zogen gemeinsam die Seine hinunter Richtung Rouen. Als ein Armeekorps, das unter dem Kommando von Heinrichs Bruder Odo stand, in der Schlacht von Mortemer geschlagen wurde, brach Heinrich den Feldzug ab.
In den nächsten Jahren verlagerte sich die Auseinandersetzung mit einem offensiven Herzog Wilhelm nach Maine, der dort Mont Barbet und Ambrières in seine Gewalt brachte. Wilhelm hatte sich unmittelbar nach Mortemer mit dem König versöhnt und dabei vermutlich seine auf Kosten Gottfrieds gemachten Eroberungen im Maine bestätigt bekommen. Gottfried nahm diese Vereinbarung nicht hin und verbündete sich noch im Jahr 1054 mit Gottfried von Mayenne, der sich von den Normannen in Ambrières bedroht fühlte. Die Belagerung dieser Burg scheiterte jedoch nach einem erfolgreichen Entsatz Wilhelms, der Gottfried in die Flucht schlug und den Herrn von Mayenne gefangen nahm. Dieser wurde gezwungen, den Herzog der Normandie als Lehnsherren anzuerkennen. Trotzdem festigte Gottfried seine Herrschaft über Le Mans, wo er 1055 Vougrin, den Abt von Saint-Sergius in Angers, als Bischof einsetzen konnte.
1057 beauftragte König Heinrich, „brennend auf Rache wegen der Beleidigung, die ihm der Herzog zugefügt hatte, […] Gottfried, Graf von Anjou, damit, eine große Arme für einen erneuten Feldzug in die Normandie vorzubereiten“ (Gesta Normannorum Ducum). Die gemeinsamen Anstrengungen drängten Herzog Wilhelm in die Defensive; er zog sich zurück, die Invasoren drangen tief in die Normandie ein. Im Übergang des Flusses Dives kam es zur Schlacht von Varaville, als Heinrich und Gottfried während des Übersetzens von der Flut überrascht wurden. Der Angriff auf die geteilte Armee brachte Wilhelm einen Sieg, nach welchem Heinrich und Gottfried sich endgültig aus der Normandie zurückzogen. Ein Angriff von Gottfrieds Stiefsohn Wilhelm VII. von Aquitanien konnte 1058 vor der Burg Saumur abgewehrt werden.
Zum Ende seines Lebens trat Gottfried in das Kloster Saint-Nicolas in Angers ein, wo er am 14. November 1060 starb und bestattet wurde.

## Ehen und Nachfolge
In erster Ehe war Gottfried seit dem 1. Januar 1032 verheiratet mit Agnes von Burgund († 1068). Diese war eine Tochter des Grafen Otto Wilhelm von Burgund und Witwe des Herzogs Wilhelm V. von Aquitanien. Gottfried trennte sich um die Jahre 1049 bis 1052 von ihr.
Seine zweite Frau war Adela, die Tochter eines „Grafen Odo“ (vermutlich Odo II. von Blois), die dritte Frau Grace, die Witwe von Gottfrieds Gefolgsmann Berlay de Montreuil. Seine vierte und letzte bekannte Frau war eine Adelheid, genannt la Teutonne (die Deutsche). Über eine ungewöhnliche Notiz im Kartular von Ronceray, die eine Auseinandersetzung über einen Weinberg beschreibt den Gottfried beschlagnahmt und seinen „Frauen oder besser Konkubinen“, gegeben hatte, sind die Namen dieser Frauen überliefert.
Trotz dieser ehelichen Eskapaden starb Gottfried kinderlos, Nachfolger wurde sein Neffe Gottfried III. der Bärtige.